# Hardinxveld-Giessendam

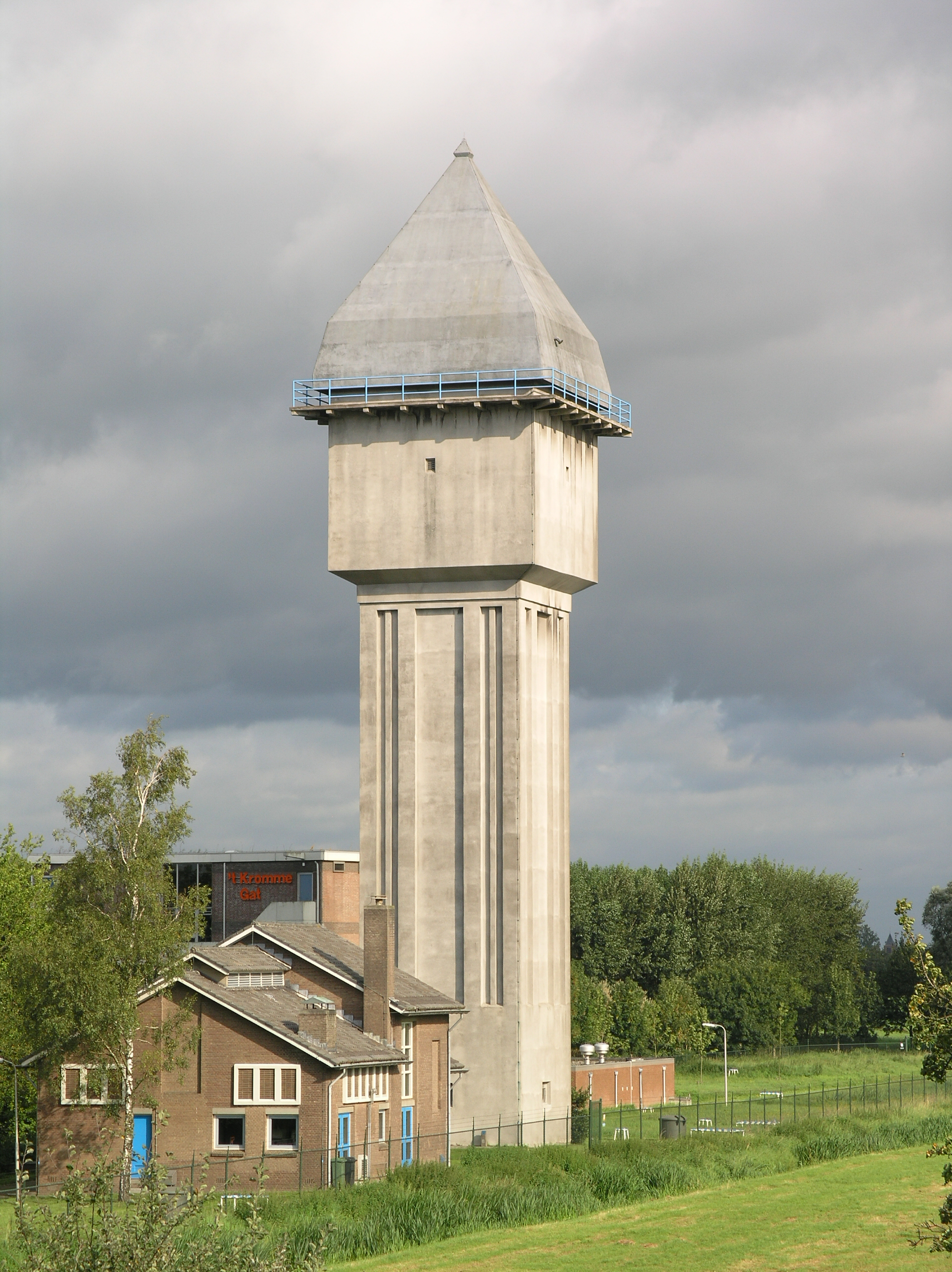
Vattentornet i Hardinxveld.

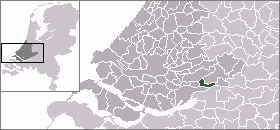
Lägeskarta

Hardinxveld-Giessendam är en kommun i provinsen Zuid-Holland i Nederländerna. Kommunens totala area är 19,35 km² (där 2,44 km² är vatten) och invånarantalet är på 17 828 invånare (2004).